# Ітро-танталіт-(Y)
Ітро-танталіт-(Y) — ітрієвий аналог танталіту-(Fе). Назва прийнята Міжнародною мінералогічною асоціацією у 1987 році. Формула (Y, U,Fe2+)(Ta, Nb)(O, OH)4. Член групи самарськіту.
Вперше мінерал відкрив і дослідив у 1802 р. шведський природознавець і хімік Андерс Ґустаф Екеберг..